# Antechinus agilis
Antechinus agilis é uma espécie de marsupial da família Dasyuridae. Endêmica da Austrália.
- Nome Científico: Antechinus agilis (Dickman, et al, 1998)

- Sinônimo do nome científico da espécie: Antechinus stuartii agilis; Antechinus unicolor;

## Características
Esta espécie é praticamente indistinguível do Antechinus stuartii, mas é um pouco menor e sua pelagem tem um tom mais acinzentado. Mede cerca de 8–11 cm de comprimento e a cauda de 7–10 cm, pesa cerca de 16-44 gramas.
Esta espécie era considerada uma subespécie do A. Stuartii e só foi reconhecida como espécie distinta, após um estudo de variação genética dentro da espécie A. Stuartii em 1980. No entanto só foi escrita formalmente em 1998.

## Hábitos alimentares
Alimenta-se principalmente de invertebrados, incluindo besouros, aranhas e baratas.

## Características de reprodução
Após o acasalamento os machos morrem, as fêmeas tem filhotes depois de 27 dias de gestação. As fêmeas desta espécie possuem de 6 a 10 tetas;

## Habitat
Vivem nas florestas tropicais umidas do sudeste da Austrália.

## Distribuição Geográfica
Austrália Meridional, Nova Gales do Sul, Victória;